# Soteska Salzachöfen
Soteska Salzachöfen je ozka soteska v severnih apneniških Alpah zvezne dežele Salzburg v Avstriji. Sotesko je ustvarila reka Salzach, ko je presekala tok med gorama Hagen in Tennen. Prelaz Lueg zagotavlja pot ob reki nad  sotesko Salzachöfenom. Izraza Lueg Pass in Salzachöfen se včasih zamenjujeta tako, da se nanašata na celoten kanjon.
Je naravni spomenik Avstrije in od leta 1982 zaščitena kot IUCN IV - območje habitata / vrste upravljanja. Obsega 21,24 ha na obeh straneh soteske od mostu Ofenauer do približno sredine prebojne doline na ravni starega cestnega predora.

## Geografija
Reka Salzach izvira v Centralnovzhodnih Alpah in teče vzhodno skozi veliko dolino, preden zavije proti severu proti Berchtesgadenskim Alpam. Tu Salzach reže ozko dolino med goro Hagen na zahodu in goro Tennen na vzhodu in zaključi z globoko vrezano sotesko Salzachöfenom. Celotna soteska se razprostira v obliki črke S od južnega Gollinga, kjer most vodi v Ofenau, proti severu Werfen-Tenneck. Na najožji točki dolina tvori S-ovinek, nato Salzach na kratko steče proti vzhodu, preden zareže proti zahodu in nato spet proti severu. Od te točke proti severu Salzach teče po večinoma nižinskih dolinah. Salzachöfen  južno od Golling an der Salzach teče v okrožju Hallein, Salzburg.
V dobrem delu odseka, kjer potekata cesta in železnica, je Salzach močno urejena, levi breg pa povsem naraven. Na zadnjem odseku, dejanskem prelazu Lueg, se cesta dvigne nad gladino reke, soteska tam pa je povsem naravna in eden zadnjih belih vodnih odsekov Salzach.

## Zgodovina
Prostori za ribiče in lovce so na bregovih Salzach že obstajali v kameni in bronasti dobi, to je v obdobju približno 11.000 let (12.000 pr. n. št. - 750 pr. n. št.). Takrat je bila rečna struga Salzacha 70 metrov višja kot danes, ker voda zajeda vedno globlje v sotesko.
Na prelazu Lueg, manj kot 200 metrov od soteske, so se borci za svobodo Salzburga pod Josefom Struberjem leta 1809 na kratko uprli francosko-bavarskim četam. Salzburško nadškofijo so vseeno prevzele Napoleonove čete.

## Dostop
Salzachöfen služi kot turistična atrakcija, do nje pa se pride po stopnišču in poti z avtoceste B159. Obstaja zipline, ki čez poletje prečka sotesko .
Kajakaštvo je priljubljena dejavnost po soteski, čeprav so vode lahko nevarne in smrtonosne. Adolf Anderle iz Salzachöfena je leta 1931 prvi preveslal sotesko in velja za rojstvo kajakaštva .

## Galerija
- Peš pot po soteski
- Naravni most
- Spodnji del soteske
- Salzach skozi sotesko
- Prazgodovinsko lovsko mesto